# A Night in the Life of Jimmy Reardon
A Night in the Life of Jimmy Reardon is een film uit 1988 onder regie van William Richert. De film is een boekverfilming van een boek van William Richert.

## Verhaal
Jimmy is gebroken wanneer hij zijn diploma krijgt. Heel zijn leven valt uit elkaar: Zijn vriendin verhuist naar Hawaï en zijn vrienden gaan allemaal naar dezelfde universiteit, behalve Jimmy. Als het aan zijn vader ligt, wordt Jimmy een saaie zakenman. De komende 24 uur zal hij dit allemaal proberen te veranderen, met alle gevolgen van dien.

## Rolverdeling
| Acteur            | Personage       |
| ----------------- | --------------- |
| River Phoenix     | Jimmy Reardon   |
| Meredith Salenger | Lisa Bentwright |
| Ann Magnuson      | Joyce Fickett   |
| Ione Skye         | Denise Hunter   |
| Matthew Perry     | Fred Roberts    |
| Paul Koslo        | Al Reardon      |